# Richard Madden
Richard Madden (Elderslie, Renfrewshire, 18 de juny de 1986) és un actor de teatre, cinema i televisió escocès, conegut principalment pel paper de Robb Stark en la sèrie de televisió de la HBO, Game of Thrones i pel paper de Cosme de Mèdici a la sèrie de Medici: Masters of Florence.

## Biografia
Madden va créixer a Elderslie, Escòcia. La seva mare, Pat, és una professora ajudant, i el seu pare, Richard, està al cos de bombers. Té dues germanes, Cara i Lauren. Als 11 anys es va apuntar al programa de teatre juvenil del Paisley Arts Centre per ajudar a superar la timidesa. Aviat se li va donar el paper del jove Andy en l'adaptació de la novel·la de Iain Banks, Complicity, i seguidament va rebre un paper principal (Sebastian) en la sèrie de televisió Barmy Aunt Boomerang, en la que va aparèixer en 6 capítols entre 1999 i 2000. Es va graduar a l'acadèmia de música i drama "Royal Scottish Academy" el 2007.

## Filmografia
- Complicity (2000)
- Hope Springs (Minisèrie de televisió) (2009)
- Chatroom (2010)
- Sirens (Sèrie de televisió) (2011)
- Game of Thrones (Sèrie de televisió) (2011)
- Birdsong (Minisèrie de televisió) (2012)
- A Promise (2013)
- Klondike (Minisèrie de televisió) (2014)
- Lady Chatterley's Lover (2014)
- Cinderella (2015)
- Medici, masters of Florence (Sèrie de televisió) (2016)
- Bastille Day (2016)
- Oasis (Sèrie de televisió) (2017)
- Ibiza (2018)
- Bodyguard (Minisèrie de televisió) (2018)
- 1917 (2019)
- Rocketman (2019)
- The Eternals (2020)